# Carlos A. Giménez
Carlos Antonio Giménez (L'Avana, 17 gennaio 1954) è un politico statunitense di origini cubane, membro della Camera dei Rappresentanti per lo stato della Florida dal 2021.

## Biografia
Nato a L'Avana, Giménez lasciò Cuba da bambino quando la sua famiglia si trasferì in Florida durante la rivoluzione cubana, nel quartiere di Little Havana. Dopo gli studi entrò nel corpo dei vigili del fuoco per cui lavorò dal 1975 al 2000.
Entrato in politica con il Partito Repubblicano, fu impegnato nell'amministrazione della contea di Miami-Dade dapprima come city manager e commissario di contea, poi come sindaco dal 2011.
Nel 2020 Giménez si candidò alla Camera dei Rappresentanti e, dopo essersi aggiudicato le primarie, sfidò la deputata democratica Debbie Mucarsel-Powell e riuscì a sconfiggerla di misura.